# Länsmansfiskartjärnarna (Tärna socken, Lappland, 728852-147160)
Länsmansfiskartjärnarna är en sjö i Storumans kommun i Lappland och ingår i Umeälvens huvudavrinningsområde. Sjön har en area på 0,105 kvadratkilometer och ligger 655,5 meter över havet.

## Delavrinningsområde
Länsmansfiskartjärnarna ingår i det delavrinningsområde (729331-147851) som SMHI kallar för Utloppet av Stor-Laisan. Medelhöjden är 645 meter över havet och ytan är 64,02 kvadratkilometer. Räknas de 161 avrinningsområdena uppströms in blir den ackumulerade arean 1 665,59 kvadratkilometer. Avrinningsområdets utflöde Umeälven mynnar i havet. Avrinningsområdet består mestadels av skog (42 procent) och kalfjäll (34 procent). Avrinningsområdet har 13,31 kvadratkilometer vattenytor vilket ger det en sjöprocent på 20,8 procent.